# Prata coloidal
Prata coloidal consiste em partículas de prata dispersas em líquido. Por vezes, a prata coloidal é prescrita na internet como remédio pseudocientífico para uma série de problemas de saúde (inclusive para o tratamento de infecções por Covid-19), porém seu uso para tais fins não possui eficácia nem segurança comprovadas. Existem evidências de que ela pode trazer prejuízos irreversíveis à saúde, como o desenvolvimento de argiria. Órgãos de fiscalização americanos, como o FDA, já processaram entidades por promovorem o seu uso como suplemento ou medicamento. A prata coloidal possui utilidade prática no processo de revelação de imagens.